# Джанкарло Физикела
Джанкарло Физикела (на италиански: Giancarlo Fisichella) е италиански автомобилен състезател, пилот от Формула 1.

## Биография
Роден е на 14 януари 1973 г. в Рим, Италия.

### Кариера в автомобилните спортове
Дебютира в състезания по картинг, през 1983 г.
- 1991 г. – втори в европейския картинг шампионат.
- 1992 г. – става 8-и в италианската Формула 3.
- 1993 г. – втори в италианския шампионат Формула 3.
- 1994 г. – става шампион на Италия във Формула 3.

### ДТМ
В периода 1995 – 1996 г. се състезава в Германския шампионат с туристически автомобили – ДТМ, където е пилот на Алфа Ромео.

### Формула 1
Става тест-пилота на екипа на Минарди през 1995 година.
Дебютът му във Формула 1 е в Голямата награда на Австралия през 1996 г. с екипа на Минарди.
През 1997 г. кара за британският тим на Еди Джордан – Джордан Гранд При. през следваща година подписва договор с легендарния тим на Бенетон-Рено където сяда на мястото на друга легенда – Жан Алези, който преминава в екипа на Заубер.
Остава в Бенетон до 2001 година, където се представя посредствено и не успява да спечели нито една победа. Завръща се при Еди Джордан през 2002 година, където през 2003 година спечелва първата си победа от календара на Формула 1 в състезанието за Голяма награда на Бразилия. В това тежко състезание, в което отпадат по-голямата част от фаворитите, Джанкарло успява да изпревари пилота на Макларън Кими Райконен в предпоследната обиколка. След това състезанието е прекратено, заради жестоката катастрофа на Фернандо Алонсо, и за победител е обявен Физикела.
За сезон 2004 г. физикела става част от екипа на Петер Заубер, който му дава лидерското място в своя тим – Заубер, макар и с договор за един сезон. Въпреки големите очаквания преди началото на сезона, в състезанията Физи се представя под очакванията, като спечелва само 1 4-то, едно 5.то и две 6-и места, което го нарежда на 11 позиция в края на шампионата.
През 2005 година става втори пилот в шампионския тим на Рено, където е съотборник с Фернандо Алонсо, който същата година става Световен шампион. Физикела започва отлично годината, печелейки първото състезание за сезона в Австралия. През годината обаче е преследвам от неудачи – отпада в цели пет състезания, не участва в бойкотираното от пилотите състезание за Голямата награда на САЩ, печели едно второ и едно трето място завършвайки на пето място в края на сезона, с набрани 58 точки. Остава в Рено и през 2006 година, която отново е шампионска за Рено и съотборникът му Алонсо. Физикела подпомага много рено за титлата, печелейки във второто състезание за сезона в Голямата награда на Малайзия и завършвайки още четири пъти на трето място. така в края на сезона е на четвърто място със своите набрани 72 точки.
През 2008 година се сътезава за отбора на Форс Индия, като екипа се представя много слабо, и не печели точки за отбора.
През 2009 постига успех, печелейки първи Пол-Позишън за отбора на Форс Индия, което става в квалификацията за Голямата награда на Белгия. В състезанието се представя отлично, но е изпреварен на старта от пилота на Ферари – Кими Райконен, но през всички обиколки е непосредстванно зад него, но завършва на второ място. С този успех Физи донеся първите точки за екипа на Виджай Маля.
Само няколко дни по-късно Физикела е трансфериран в тима на Ферари, където замества контузеният пилот Фелипе Маса (първоначално е заместен от тест пилота Лука Бадоер), за останалите 5 старта до края на сезон 2009.